# Ромуальдас Марцинкус
Ромуальдас Марцинкус (нар. 22 липня 1907, Юрбург, Російська імперія — пом. 29 березня 1944, поблизу Гданська, Третій Рейх) — литовський військовий пілот і футболіст. Учасник Другої світової війни.

## Життєпис
Народився 22 липня 1907 року в невеличкому містечку Юрбург. З дитинства, окрім литовської, володів німецькою, польською і російською мовами. 1926 року був зарахований курсантом до Каунаського військового училища. Після трьох років навчання отримав звання підпоручика сухупутних військ.
З 1930 по 1932 рік навчався в авіаційному училищі. Наступного року отримав звання лейтенанта і одружився з відомою литовською спортменкою Олександрою Лінгите.
1934 року був переведений до підрозділу повітряної розвідки. В той час відомий авіаконструктор і командувач військово-повітряних сил Антанас Густайтіс організував трансєвропейський переліт. Ромуальдас Марцинкус був у складі експедиції, яка за 25 днів подолала понад 10 000 кілометрів і відвідала дванадцять європейських столиць. Литовські льотчики були на прийомах у Британській королівській родині й італійського диктатора Беніто Муссоліні.
Після повернення був нагороджений орденом Великого князя Литовського Гедимінаса і отримав звання капітана. Був призначений керівником департаменту фізичного виховання ВПС Литви.
Виступав у півзахисті каунаських команд ЛФЛС і «Ковас», двічі був чемпіоном Литви (1927, 1932). У дебутному матчі за національну збірну відзначився забитим м'ячем. Однак його команда поступилася в Ризі 27 липня 1927 року господарям з рахунком 3:6. З червня 1931 року — капітан команди. У цій якості провів тридцять матчів. У п'ятнадцяти поєдинках був граючим тренером. 1938 року був змушений завершити спортивну кар'єру через травму коліна. Переможець двох турнірів кубку Балтики (1930, 1935). Найпопулярніший литовський футболіст свого часу. Рекордсмен довоєнної збірної Литви за кількістю проведених ігор (41).
Після окупації Прибалтики Радянським Союзом емігрував до Франції. Через декілька місяців був зарахований до складу Військово-повітряних сил. Після Комп'єнського перемир'я перебував у французьких колоніальних володіннях у Марокко й Алжирі. 12 серпня 1940 року був демобілізований з французької армії. Разом з групою однодумців розробив план викрадення декількох літаків і перельоту на Британські острови. Через посилені засоби безпеки та інші обставини, його не вдалося втілити у життя. На маленькому човні добрався до Мальти, а вже звідти — до Великої Британії.
У жовтні прибув до Ліверпуля. 24 грудня став пілотом Королівських військово-повітряних сил Великої Британії. Після навчально-тренувального табору отримав призначення до підрозділу винищувачів нічних бомбардирувальників.
11 грудня 1942 року німецьке командування розпочало операцію під назвою «Ривок через Ла-Манш», в ході якої ворожа ескадра вирушала з Бреста до Кіля і Вільгельмсгафена. Наступного дня, під час атаки на німецький лінкор «Шарнхорст», його літак потрапив під шквальний обстріл зеніток, був збитий і впав у море. Важкопоранений Ромуальдас Марцинкус потрапив у полон.
У таборі «Шталаг Люфт III» став активним учасником підпільної організації, яка планувала втечу. В ніч з 24 на 25 березня 1944 року, через виритий тунель довжиною 102 метри, 76 полонених вирвалися на волю. Через декілька днів Марцинкус був схоплений і розстріляний за особистою вказівкою Адольфа Гітлера.
Відважний вчинок військовополоненних став основою американської стрічки «Велика втеча» (1963).

## Нагороди
- Орден Великого князя Литовського Гедимінаса (Литва)
- Орден Білого лева (Чехословаччина)
- Орден Корони Італії
- Зірка 1939–1945 (Велика Британія)
- Air Crew Europe Star (Велика Британія)
- Медаль війни 1939—1945 (Велика Британія)

## Футбольна статистика
| Роки                  | Команда          | Ігри  | Голи  |
| --------------------- | ---------------- | ----- | ----- |
| 1927–1935             | ЛФЛС (Каунас)    | ?     | ?     |
| 1936                  | «Ковас» (Каунас) | ?     | ?     |
| 1937–1938             | ЛФЛС (Каунас)    | ?     | ?     |
| Національна збірна    |                  |       |       |
| 1927–1938             | Литва            | 41    | 2     |
| Тренерська діяльність |                  |       |       |
| 1932                  | Литва            | Литва | Литва |
| 1935–1936             | Литва            | Литва | Литва |
| 1938                  | Литва            | Литва | Литва |